# Gunnar Th:son Pihl
Gunnar Th:son (Thorstensson) Pihl, född 19 november 1898 i Ljusne, Gävleborgs län, död 4 november 1973 i Höör, var en svensk journalist.
Pihl studerade vid Uppsala universitet 1918-1921 och var Sydsvenskans utlandskorrespondent i Tyskland 1930-1934 och 1938-1943. Han utvisades av Gestapo 1943. Samma år publicerades boken Tyskland går sista ronden, om förhållandena i Nazityskland under kriget som skrevs primärt för den amerikanska marknaden (Germany: the last phase) och därefter även gavs ut i Sverige. Han var efter kriget verksam i Genève, Basel, Zürich och Bonn.